# Sedat Üstüner
Sedat Üstüner (* 1. März 1983) ist ein ehemaliger türkischer Boxer, Gewinner der EU-Meisterschaften 2003 und Teilnehmer der Olympischen Sommerspiele 2004 in Athen. 

## Karriere
Er trainierte in der Boxabteilung von Beşiktaş Istanbul und nahm 2001 an den Junioren-Europameisterschaften in Sarajevo teil, wo er den späteren Profiweltmeister Andy Lee und den bosnischen Lokalmatadoren Nermin Bašović besiegte, ehe er im Viertelfinale gegen den späteren Weltmeister Matwei Korobow ausschied. Zudem gewann er das Ahmet Cömert Tournament 2001 in Istanbul mit Siegen gegen Bülent Ulusoy und Fırat Karagöllü.
Im Juni 2003 gewann er die Goldmedaille bei den EU-Meisterschaften in Straßburg, nachdem er Robert Woge, Ricardo Samms und Mamadou Diambang besiegt hatte. Im Folgemonat startete er bei den Weltmeisterschaften in Bangkok, unterlag aber im ersten Kampf gegen Oleh Maschkin.
Im Februar 2004 erreichte er das Achtelfinale der Europameisterschaften in Pula, wo er von Lukas Wilaschek gestoppt wurde. Im April nahm er am Olympia-Qualifikationsturnier in Göteborg teil, wo er sich gegen Jani Rauhala, Tomas Adámek und Aleksandr Rubjuk durchsetzen konnte und das Finale erreichte. Er war somit für die Olympischen Spiele im August 2004 in Athen qualifiziert, wo er im ersten Duell an Schersod Abdurachmanow aus Usbekistan scheiterte. Im Oktober 2004 gewann er noch die Türkischen Meisterschaften im Halbschwergewicht.
Weitere Kämpfe bestritt er unter anderem gegen die Weltmeister Damián Austin und Károly Balzsay.